# Philoblenna arabici
Philoblenna arabici is een eenoogkreeftjessoort uit de familie van de Philoblennidae. De wetenschappelijke naam van de soort is voor het eerst geldig gepubliceerd in 1976 door Izawa.